# Glypta platynotae
Glypta platynotae là một loài tò vò trong họ Ichneumonidae.